# Agathirsia trichiosoma
Agathirsia trichiosoma är en stekelart som först beskrevs av Cameron 1905.  Agathirsia trichiosoma ingår i släktet Agathirsia och familjen bracksteklar. Inga underarter finns listade i Catalogue of Life.